# Roz-Landrieux
Roz-Landrieux (bret. Roz-Lanrieg) – miejscowość i gmina we Francji, w regionie Bretania, w departamencie Ille-et-Vilaine.
Według danych na rok 1990 gminę zamieszkiwało 939 osób, a gęstość zaludnienia wynosiła 52 osoby/km² (wśród 1269 gmin Bretanii Roz-Landrieux plasuje się na 597 miejscu pod względem liczby ludności, natomiast pod względem powierzchni na miejscu 561).